# Radźniś (tytuł)
Radźniś (dewanagari रजनीश, ang. rajneesh) – tytuł przybierany przez hinduistycznych guru powstały z połączenia dwóch określeń – radźan (radża) i iśa (Iśwara). Oznacza guru uważanego za boskiego.

## Przykłady zastosowań
- Osho (guru)[2]